# Johann Ludwig Christian Gravenhorst
Johann Ludwig Christian Carl Gravenhorst, född 14 november 1777 i Braunschweig, Tyskland, död 14 januari 1857 i Breslau, var en tysk zoolog och entomolog. Som entomolog är han framför allt ihågkommen för sina arbeten om skalbaggar i gruppen kortvingar (Staphylinidae), och parasitsteklar (Ichneumonidae). Han publicerade också verk om kräldjur och groddjur och blev särskilt känd för dem om groddjur. Han studerade även en del lägre djur och skrev allmänna zoologiska verk utifrån jämförande anatomi.

## Biografi
Gravenhorst föddes i Braunschweig 1777. Han började under sin skolgång tidigt intressera sig för insekter, kanske påverkad av att två av hans lärare var entomologer. När han år 1797 började studera juridik på Helmstedts universitet hade han redan en önskan om att studera zoologi. Två år senare dog hans far, och han ärvde faderns förmögenhet, vilket gjorde det möjligt för honom att förverkliga sin önskan. År 1799 började han studera naturvetenskap vid Göttingens universitet, där han lärde av Johann Friedrich Blumenbach. Han återvände till Helmstedt 1801 och avlade examen efter att ha disputerat med en entomologisk avhandling.
Efter detta återvände Gravenhorst till Braunschweig där han fortsatte med egna studier. År 1802 genomförde han en resa till Paris, där han under några månader arbetade med Georges Cuvier, Pierre André Latreille och Alexandre Brongniart. Med sin ärvda förmögenhet började han skaffa sig en stor privat naturhistorisk samling, som innehöll många reptiler och groddjur.
År 1805 blev Gravenhorst professor i naturhistoria och zoologi i Göttingen och året därpå publicerade han Monographia Coleopterorum Micropterorum, som etablerade hans rykte som entomolog. År 1810 blev han professor i naturhistoria vid universitetet i Frankfurt an der Oder, Alma Mater Viadrina. När universitetsverksamheten året efter, 1811, förlades till Breslau följde Gravenhorst med. Han blev direktör för det naturhistoriska museet och donerade sin egen naturhistoriska samling till museet.
Gravenhorst tvingades gradvis minska sitt vetenskapliga arbete efter att han 1825 hade börjat lida av en sinnessjukdom som förvärrades med åren. Efter 1842 publicerade han ingenting nytt, utan enbart tidigare material. Han drog sig helt tillbaka 1856 och dog i januari 1857.